# Angelo Peruzzi
Angelo Peruzzi, född 16 februari 1970 i Blera, Viterbo, är en italiensk före detta fotbollsmålvakt.

## Karriär

### Klubblag
Peruzzi började sin karriär i AS Roma 1987. Han lånades ut till Hellas Verona 1989 men stängdes av under ett år 1990 efter att ha testats positivt i ett dopingtest, på grund av ett förbjudet ämne i den hungerdämpande medicin som han tog.
När Peruzzi gick till Juventus återfick han äran då han ersatte Stefano Tacconi som förstemålvakt i truppen. Peruzzi vann tre Scudetto, en Uefacupen och var med när laget besegrade Ajax i Champions League Sportåret 1996 efter straffläggning.
Efter en säsong hos Inter skrev han på ett kontrakt för SS Lazio värt 17,9 miljoner euro och spelade över 200 matcher för klubben innan han lade av.
Efter ett derby mot ärkerivalerna AS Roma i slutet av april 2007 meddelade Peruzzi att han slutar med fotboll.

### Landslaget
Peruzzi spelade 31 landskamper på elva år för Italien. Han var också med i truppen vid olympiska sommarspelen 1992 och EM 1996. Han skulle vara med i VM 1998 men skadades och ersattes därmed av Gianluca Pagliuca. Han lämnade laget under en kort period 1999 efter en match mot Norge men återvände nästa år i hopp om att få spela EM 2000. Ännu en skada kostade honom dock platsen till förmån för Francesco Toldo som ledde laget till final.
Italiens tränare Giovanni Trapattoni ville ha med Peruzzi som tredjemålvakt i landslaget till VM 2002 men Peruzzi tackade nej med kommentaren "VM:s maskotar har redan valts." Två år senare var han dock med i EM 2004 som andremålvakt bakom Gianluigi Buffon. Han spelade inte för laget förrän i en vänskapsmatch mot Spanien 28 april 2004 och var förstemålvakt i några VM-kvalmatcher mot Skottland och Vitryssland i augusti 2005 när Buffon led av en axelskada.
Peruzzi var även med som andremålvakt efter Buffon i VM 2006, när laget vann VM-guld, innan han lade av med fotbollen för gott.

## Meriter
- Serie A: 1994/1995, 1996/1997, 1997/1998
- Italienska cupen 1995
- Champions League 1996
- Uefa Super Cup: 1996
- Interkontinentala cupen: 1996
- VM: 2006
- OS: 1992